# Casa del T.B.O.
La Casa del T.B.O. és un edifici del municipi de Sant Just Desvern (Baix Llobregat) que forma part de l'Inventari del Patrimoni Arquitectònic de Catalunya.

## Descripció
És un edifici residencial de planta baixa i pis, coronat amb un torricó de planta rectangular i coberta a quatre vessants. L'edifici s'acaba amb una balustrada d'inspiració clàssica tancant la coberta plana i serpentejant al llarg de la planta trencada. El 1920 consta com la data de construcció segons el Cadastre. En el 1932 es realitza un projecte per a Tomàs Marco.